# Lumerians
Lumerians est un groupe de rock américain, originaire de la région de la baie de San Francisco, en Californie. Leur son oscille entre le rock psychédélique, le rock expérimental,, le mindbender, et le space rock.

## Biographie
Le groupe est formé par Tyler Green, Marc Melzer, Jason Miller et Chris Musgrave en 2006, avant d'être complété par le multi-instrumentiste Luis Vasquez en 2008. Les premières répétitions et enregistrements eurent lieu à San Francisco, mais les membres sont depuis installés à Oakland. Ils y possèdent leur propre studio d'enregistrement, dans une ancienne église reconvertie.
Le style musical du groupe est influencé par des formations de krautrock comme Sonic Youth, Can ou Neu!, ainsi que par la musique psychédélique africaine et sud-américaine des années 1960 et années 1970.
Lumerians publient leur premier album studio, Transmalinnia, en mars 2011. En juillet 2012, Lumerians sort un deuxième album, qui est une collection de compositions instrumentales spontanées, intitulée Transmissions from Telos Vol. IV. Transmissions est publié en 300 exemplaires en édition vinyle transparent par le label français Hands in the Dark en Europe et à 500 exemplaires chez Permanent Records aux États-Unis.
Lumerians sort plus tard l'album The High Frontier en mai 2013 au Royaume-Uni et en Europe, soutenu par des performances en France, aux Pays-Bas, et en Belgique. L'album est publié en août 2013 aux US, en parallèle à une série de dates en soutien à My Bloody Valentine. En 2015, Lumerians joue en soutien à Vol. III avec des concerts en Amérique du Nord et en Europe, dont le Levitation Chicago, Levitation France et le Liverpool Psych Fest. 

## Discographie
- 2008 : S/T EP (Subterranean Elephants)
- 2010 : Burning Mirrors/Cheveux Fous 7 (Rococo Records)
- 2011 : Transmalinnia (Knitting Factory Records)
- 2013 : The High Frontier (Partisan Records)